# Lijst van cultureel erfgoed in Košice-Huštáky
Dit is een lijst van cultureel erfgoed in Košice, in de wijk Huštáky (okres Košice I).
Deze lijst is gebaseerd op de opsomming die gepubliceerd werd op de website van het Bureau voor monumenten van de Slowaakse Republiek (PÚSR).

## Cultureel erfgoed
| Afbeelding | Adres & coördinaten                    | Object                                                 | Locale benaming                      |
| ---------- | -------------------------------------- | ------------------------------------------------------ | ------------------------------------ |
|            | Floriánska ulica 16, Huštáky. Locatie. | Alleenstaande villa (1909). ID 802-3660/0.             | Vila, solitér.                       |
|            | Štúrova ulica 33, Huštáky. Locatie.    | Alleenstaande brouwerij, oude mouterij. ID 802-3651/0. | Pivovar, solitér; stará sladovňa.    |
|            | Žriedlová ulica, Huštáky. Locatie.     | Grafkapel van de familie Pohle-Roth. ID 802-3677/0.    | Pohrebná kaplnka, rodina Pohle-Roth. |